# Tegumi
Tegumi (jap. 手組) – tradycyjna forma zapasów pochodząca z Okinawy. W pierwotnej wersji w walce dozwolone było stosowanie dźwigni, duszenia oraz unieruchomienia, a zwycięstwo osiągało się poprzez poddanie się przeciwnika.